# 境線
境線（さかいせん）は、鳥取県米子市の米子駅から境港市の境港駅に至る西日本旅客鉄道（JR西日本）の鉄道路線（地方交通線）である。
米子駅を起点として弓ヶ浜半島のほぼ中心部を通り山陰地方きっての貿易港で漁業基地である境港市へ伸びる路線で、米子市の近郊線として駅の増設や列車の増発が図られている。また隠岐の島などへのアクセスとしても使われている。
2016年2月4日、米子支社によってラインカラー、路線記号の導入が発表され、同月中より順次導入された。ラインカラーは「日本海の海の色」をイメージする青色（■）、記号は C 。全線がIC乗車カード「ICOCA」エリアに含まれている。

## 路線データ
- 管轄（事業種別）：西日本旅客鉄道（第一種鉄道事業者）
  - 全区間、米子支社の直轄である。
- 区間（営業キロ）：米子駅 - 境港駅 17.9km
- 軌間：1067mm
- 駅数：16（起終点駅含む）
  - 境線所属駅に限定した場合、山陰本線所属の米子駅が除外され[6]、15駅となる。
- 複線区間：なし（全線単線）
- 電化区間：米子駅 - 後藤駅間電化（直流1500V）、後藤駅 - 境港駅間非電化
  - 電化は後藤総合車両所の出入庫電車のためで、境線の営業列車はすべて気動車で運転[注釈 1]。よって営業上は非電化路線といえる。電化区間の吊架方式は直吊架線方式。
- 閉塞方式：特殊自動閉塞式（電子符号照査式/拠点無線式列車制御システム）[2]
- 最高速度：85km/h[3]
- IC乗車カード対応区間：
  - ICOCAエリア：全線（車載型IC改札機で対応）

### 平均通過人員
各年度の平均通過人員（人/日）は以下のとおりである。
| 年度                   | 平均通過人員（人/日） | 出典   |
| 年度                   | 米子 - 境港           | 出典   |
| ---------------------- | --------------------- | ------ |
| 1987年度（昭和62年度） | 3,022                 | [ 7 ]  |
| 2013年度（平成25年度） | 2,720                 | [ 7 ]  |
| 2014年度（平成26年度） | 2,595                 | [ 8 ]  |
| 2015年度（平成27年度） | 2,554                 | [ 9 ]  |
| 2016年度（平成28年度） | 2,620                 | [ 10 ] |
| 2017年度（平成29年度） | 2,671                 | [ 11 ] |
| 2018年度（平成30年度） | 2,762                 | [ 12 ] |
| 2019年度（令和元年度） | 2,729                 | [ 13 ] |
| 2020年度（令和02年度） | 2,043                 | [ 14 ] |
| 2021年度（令和03年度） | 2,035                 | [ 15 ] |
| 2022年度（令和04年度） | 2,000                 | [ 16 ] |
| 2023年度（令和05年度） | 2,113                 | [ 17 ] |

## 運行形態
すべて米子駅 - 境港駅間の線内完結運転で、途中駅止まりの区間運転列車はない。定期列車は全列車がワンマン運転で各駅に停車する。ダイヤは平日と土曜・休日に分かれており、運転本数は平日17往復、土曜・休日は15往復（多客期には後述の快速1往復が追加）で、運転間隔は40分から1時間に1本程度（土曜・休日は終日おおむね1時間間隔）である。
2003年10月1日の高速化完成により、山陰本線鳥取方面との直通列車が設定されたが、2023年のダイヤ改正で廃止された。
平日ダイヤの列車番号末尾はD、休日・土曜ダイヤはKとなっている。

### 快速「みなとライナー」
境線を走る多客期の臨時列車として、快速「みなとライナー」がある。同列車は2005年3月5日から2010年3月7日までの間は、臨時列車扱いでありながら、土曜・休日と学校休暇中に1往復が運転されていた。しかし、2010年3月13日のダイヤ改正をもって毎週土曜・休日の運行が取りやめられ、お盆休みなどの多客期のみの運行に限定されることになった。
途中、後藤駅・弓ケ浜駅・米子空港駅・中浜駅・余子駅・馬場崎町駅に停車する。運行開始当初の米子駅 - 境港駅間の所要時間は約30分であった。多客期運行になってからの所要時間は年によって異なり、2022年夏は境港行きが39分、米子行きが33分であった。しかし2023年夏は境港行きが36分で普通列車の所要時間より短いが、米子行きが50分で普通列車より遅く、快速運転を活かせていない年がある。

## 使用車両
米子駅 - 後藤駅間は電化されているが、電車の運行は後藤総合車両所に出入庫する回送列車に限られており、営業運転列車はすべて気動車である。一部の列車では、『ゲゲゲの鬼太郎』アニメ第6シリーズの鬼太郎役の沢城みゆき、目玉おやじ役の野沢雅子、ねこ娘役の庄司宇芽香がアナウンスを担当している。
キハ40系（キハ40形・キハ47形）
普通列車として運用されているキハ40形、キハ47形は、一部車両を除いて基本的にはイラスト車両（ラッピング車両）となっている。これは境港市出身の漫画家水木しげるの作品『ゲゲゲの鬼太郎』のイラストを車体に描いたもので、境港市に水木しげるロードが完成したのに合わせて1993年から運転が始まった。当初はキハ40形の2両体制で運用されていたが、2000年に3両、2006年に4両に増車、2012年にキハ47形からも2両が改装され、現在は6両体制で運用されている。2018年現在のイラスト列車は、「鬼太郎列車」（五代目）・「ねずみ男列車」（三代目）・「ねこ娘列車」（三代目）・「目玉おやじ列車」（三代目）・「こなき爺列車」（二代目）・ 「砂かけ婆列車」（二代目）の6種類がある。平日・土曜13往復、休日14往復がイラスト列車で運転されている。
キハ126系
キハ126系（車載型IC改札機搭載車両）からなる2両編成が平日の一部の普通列車に使用されるほか、臨時快速「みなとライナー」に充当されることがある。

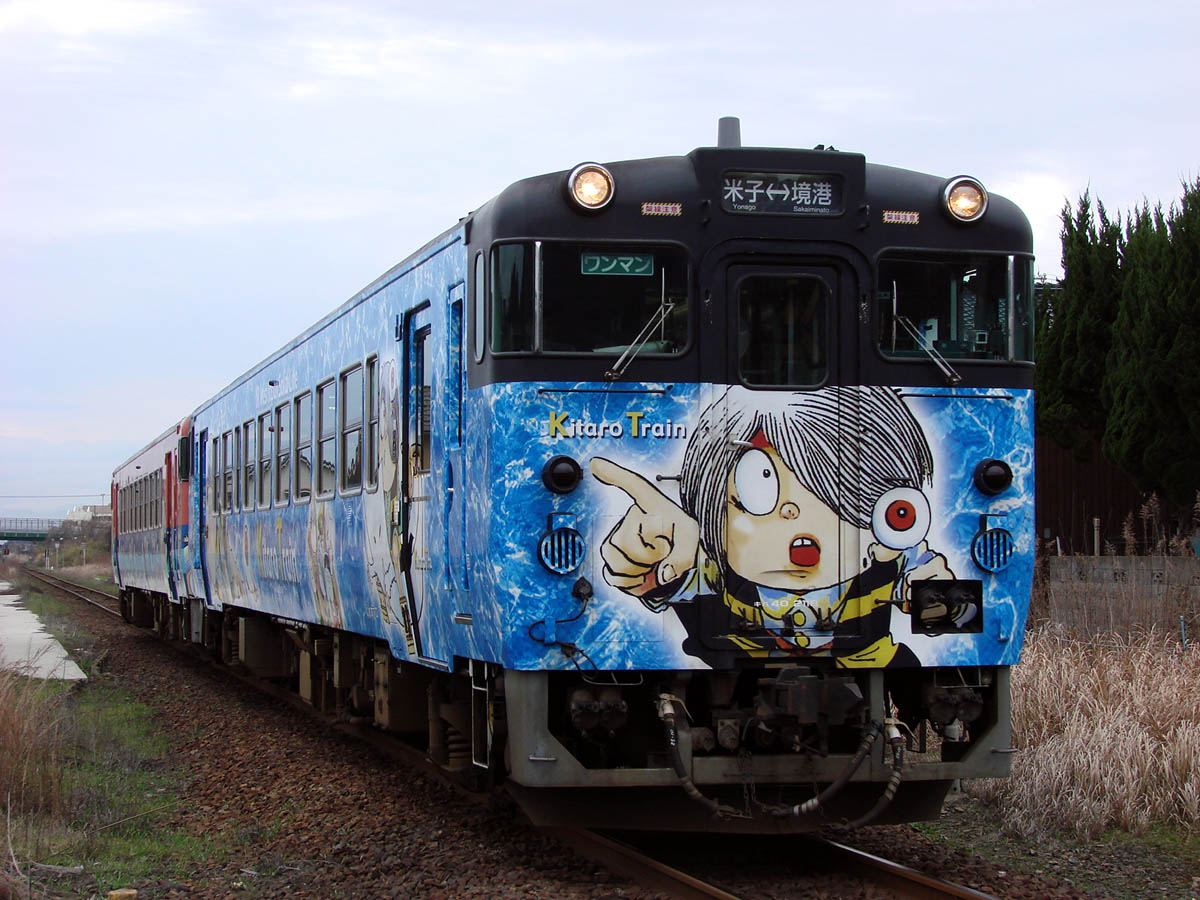
鬼太郎列車（四代目）
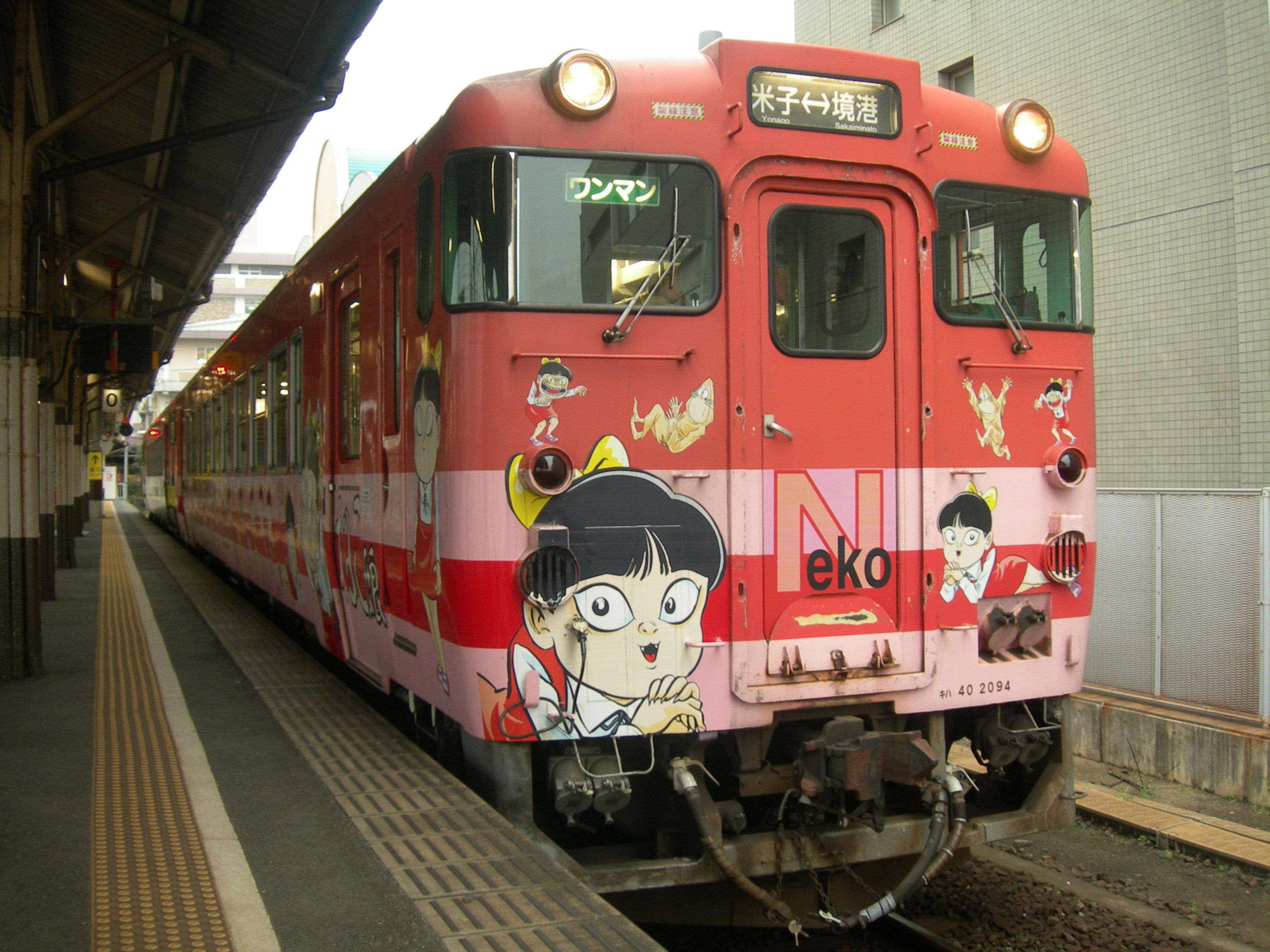
ねこ娘列車（初代）
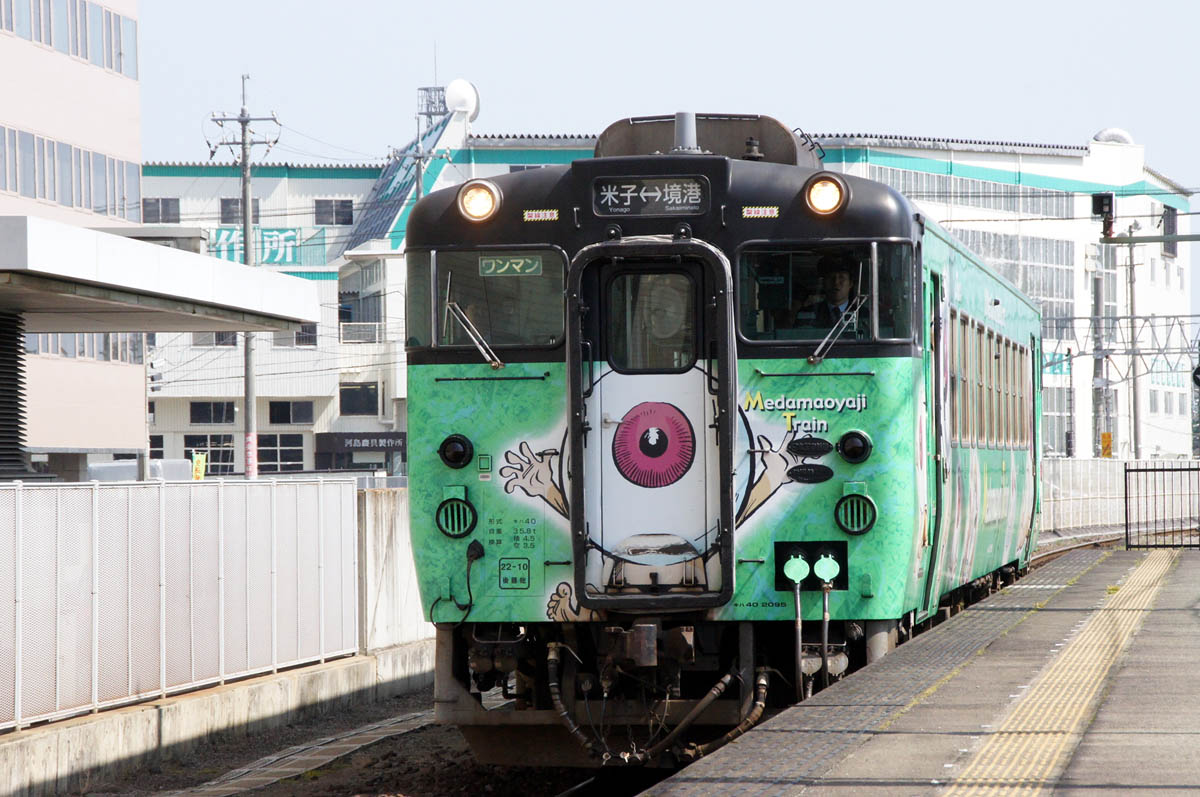
目玉おやじ列車（二代目）
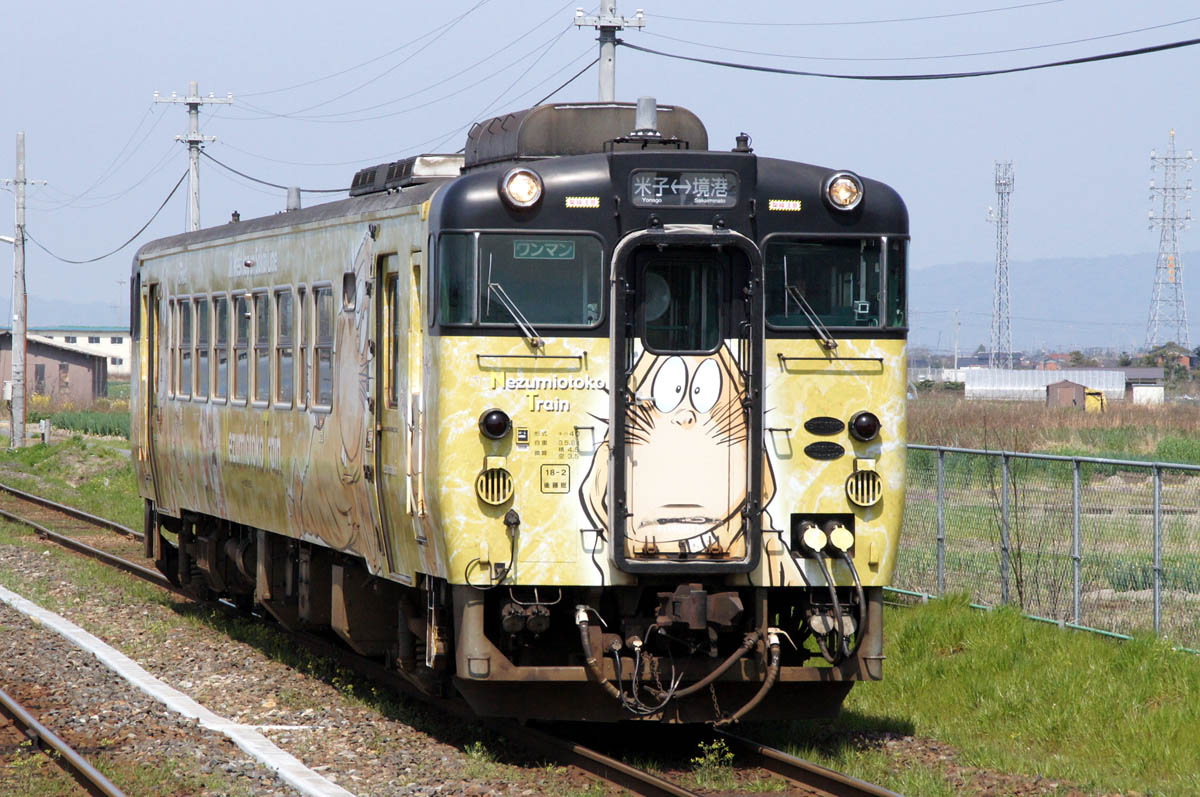
ねずみ男列車（二代目）

### 過去の車両
キハ33形
1988年8月6日から一部の普通列車で2003年10月のダイヤ改正まで定期運用された。その後も予備車として2004年8月頃まで運用された。

## 歴史
境線は、山陰初の鉄道として1902年に山陰本線の米子駅 - 御来屋駅間とともに開業した。これは、境港から鉄道建設用の資材を搬入するためのもので、同様の例は中京地区の武豊線や北陸本線の敦賀港支線に見られる。開業時に関する詳細は「山陰線支線の着工」を参照。
- 1902年（明治35年）
  - 11月1日：境駅 - 米子駅 - 御来屋駅間が開業（境駅 - 米子駅間は10M63C≒17.36km）。境駅（現・境港駅）・大篠津駅（現・米子空港駅）・後藤駅・米子駅が開業。
  - 11月12日：営業距離の単位をマイルのみに簡略化（10M63C→10.8M）。
- 1908年（明治41年）4月5日：米子駅 - 安来駅間開業に伴い、米子駅 - 境駅間が支線となる。
- 1909年（明治42年）10月12日：国有鉄道線路名称制定。境線となる。
- 1914年（大正3年）12月15日：境駅が移転、大篠津駅 - 境駅間が0.4M（≒0.64km）延長。
- 1915年（大正4年）6月1日：蒸気動車運転開始[25]。
- 1917年（大正6年）7月1日：弓ケ浜駅が開業。
- 1919年（大正8年）7月1日：境駅を境港駅に改称。
- 1930年（昭和5年）4月1日：営業距離の単位をマイルからメートルに変更（11.2M→17.9km）。
- 1932年（昭和7年）12月22日：余子駅が開業。
- 1933年（昭和8年）6月17日：気動車運転開始[26][27]。
- 1935年（昭和10年）1月12日：境町大火が発生。米子運輸事務所から境港駅に向け、避難民を乗せるため救援列車が運行される[28]。
- 1951年（昭和26年）11月1日：和田浜駅が開業。
- 1952年（昭和27年）7月1日：博労町駅・河崎口駅・中浜駅・上道駅が開業。
- 1982年（昭和57年）6月21日：米子駅 - 後藤駅間が電化[29]。後藤車両所（現・後藤総合車両所）入出区列車のため。
- 1984年（昭和59年）8月2日：境港駅構内に、船着場仮乗降場を開設し隠岐航路接続用に夏季に限り営業。隠岐汽船接続のヘッドマーク付き「マリンスターリレー号」を運行。
- 1986年（昭和61年）
  - 9月1日：船着場仮乗降場が廃止。
  - 11月1日：全線の貨物営業が廃止。
- 1987年（昭和62年）
  - 4月1日：国鉄分割民営化により、西日本旅客鉄道が継承。
  - 11月1日：富士見町駅・三本松口駅・御崎口駅（現・大篠津町駅）・高松町駅・馬場崎町駅が開業。これらは同社発足後初めての新設駅である[30]。
- 1993年（平成5年）
  - 9月19日：「鬼太郎列車」の運行を開始[23]。
  - 11月1日：一部列車を除きワンマン運転開始[23]。
- 1997年（平成9年）10月7日：日本海新聞「鳥取発特報」に『境線を廃止したらどうか』という記事が掲載[31][32]（「日本海新聞#境線存続問題」を参照）。
- 2000年（平成12年）8月26日：二代目の「鬼太郎列車」運行開始。
- 2002年（平成14年）3月23日：休日の本数削減および保守工事運休導入。
- 2003年（平成15年）10月1日：高速化。
- 2005年（平成17年）
  - 3月5日：臨時快速「みなとライナー」運行開始[33]。
  - 3月17日：ゲゲゲの鬼太郎に登場する妖怪を駅名の愛称に採用する[34]（同年6月22日にJR西日本は、4月25日発生のJR福知山線脱線事故を受け、駅名に妖怪名を付加する一連のキャンペーンの無期延期を決めたが、11月3日から再開）。
  - 11月3日：三代目の「鬼太郎列車」運行開始。
- 2006年（平成18年）
  - 2月19日：「ねずみ男列車」の運行開始[35]。
  - 3月18日：休日運休を含む夜間の列車時刻を、最大で約40分変更。
  - 7月6日：「ねこ娘列車」の運行開始[36][37]。
- 2007年（平成19年）2月11日：「目玉おやじ列車」の運行開始[38]。
- 2008年（平成20年）6月15日：御崎口駅が大篠津町駅に、大篠津駅が0.8km中浜寄りに移転し米子空港駅に改称[39]。また、美保飛行場（米子空港）の滑走路拡張に伴い大篠津町駅 - 中浜駅間の経路が変更[40]。これに伴う営業キロの変更はなし。
- 2009年（平成21年）
  - 3月14日：年4回昼間に行われていた保守工事運休を廃止。
  - 10月10日：四代目の「鬼太郎列車」が運行開始[41]。
- 2010年（平成22年）
  - 3月7日：この日を最後に臨時快速「みなとライナー」の毎週の運行を中止し、多客期のみの運行とする。
  - 3月13日：二代目の「ねずみ男列車」が運行開始[42]。
  - 8月1日：二代目の「ねこ娘列車」が運行開始[43]。
  - 11月3日：二代目の「目玉おやじ列車」が運行開始[44]。
- 2012年（平成24年）
  - 9月29日：「鬼太郎ファミリー列車（こなきじじいver）」が運行開始[45]。
  - 11月3日：「鬼太郎ファミリー列車（砂かけばばあver）」が運行開始。
- 2015年（平成27年）10月4日：鉄道総合技術研究所（鉄道総研）が開発した新しい電子閉塞装置「拠点無線式列車制御システム」の使用を開始[2]。
- 2018年（平成30年）
  - 1月20日：二代目の「砂かけばばあ列車」、二代目の「こなきじじい列車」が運行開始[46]。
  - 3月3日：五代目の「鬼太郎列車」、三代目の「ねこ娘列車」が運行開始[46]。
  - 7月14日：三代目の「ねずみ男列車」、三代目の「目玉おやじ列車」が運行開始[46]。
- 2019年（平成31年）3月16日：JR西日本初の車載型IC改札機（路面電車やバスと同様のもの）により、ICOCAが利用可能となる[47][48]。
- 2022年（令和4年）3月12日：ダイヤ改正により、3・4両編成列車のワンマン運転を開始。これにより、臨時列車以外ほぼ全ての列車がワンマン運転となる。

## 米子空港拡張に伴う線路移設
美保飛行場（米子空港）の滑走路拡張に伴い、2008年6月15日に御崎口駅（現・大篠津町駅） - 中浜駅間(2.1km)の経路が県道と共に滑走路を大きく迂回するよう変更され、大篠津駅が米子空港ターミナル近くに移転し米子空港駅と改称された。なお、空港拡張は、線路と滑走路の干渉について、解決策が「迂回」とされるまでに時間を要したため（地下化も検討された）2008年の予定であったが、2009年12月に完成した。
大篠津駅の移転・改称と同時に地元からの大篠津の駅名存続の要望を受け御崎口駅が大篠津町駅と改称され、それぞれの駅の妖怪駅名も継承された。
なお、経路変更に伴って実際の距離（実キロ）は長くなったが、2008年6月15日以降も大篠津町駅 - 中浜駅間の営業キロは従来通り2.1kmのままであるため、実キロよりも短い。

## 駅一覧
- 愛称（妖怪名） … 『ゲゲゲの鬼太郎』に登場する妖怪。2005年3月17日より採用
- 旅客列車は全列車普通列車（すべての旅客駅に停車）
- 線路（全線単線） … ◇・∨・∧：列車交換可能、｜：列車交換不可
- 全駅鳥取県内に所在。

| 電化状況 | 駅名       | 愛称（妖怪名） | 営業キロ | 営業キロ | 接続路線                           | 線路 | 所在地 |
| 電化状況 | 駅名       | 愛称（妖怪名） | 駅間     | 累計     | 接続路線                           | 線路 | 所在地 |
| -------- | ---------- | -------------- | -------- | -------- | ---------------------------------- | ---- | ------ |
| 直流電化 | 米子駅     | ねずみ男駅     | -        | 0.0      | 西日本旅客鉄道： 山陰本線・ 伯備線 | ∨    | 米子市 |
| 直流電化 | 博労町駅   | コロポックル駅 | 1.0      | 1.0      |                                    | ｜   | 米子市 |
| 直流電化 | 富士見町駅 | ざしきわらし駅 | 0.5      | 1.5      |                                    | ｜   | 米子市 |
| 直流電化 | 後藤駅     | どろたぼう駅   | 0.7      | 2.2      |                                    | ◇    | 米子市 |
| 非電化   | 三本松口駅 | そでひき小僧駅 | 1.1      | 3.3      |                                    | ｜   | 米子市 |
| 非電化   | 河崎口駅   | 傘化け駅       | 2.0      | 5.3      |                                    | ｜   | 米子市 |
| 非電化   | 弓ケ浜駅   | あずきあらい駅 | 1.9      | 7.2      |                                    | ◇    | 米子市 |
| 非電化   | 和田浜駅   | つちころび駅   | 2.5      | 9.7      |                                    | ｜   | 米子市 |
| 非電化   | 大篠津町駅 | 砂かけばばあ駅 | 1.4      | 11.1     |                                    | ｜   | 米子市 |
| 非電化   | 米子空港駅 | べとべとさん駅 | 1.6      | 12.7     |                                    | ｜   | 境港市 |
| 非電化   | 中浜駅     | 牛鬼駅         | 0.5      | 13.2     |                                    | ◇    | 境港市 |
| 非電化   | 高松町駅   | すねこすり駅   | 1.1      | 14.3     |                                    | ｜   | 境港市 |
| 非電化   | 余子駅     | こなきじじい駅 | 0.7      | 15.0     |                                    | ｜   | 境港市 |
| 非電化   | 上道駅     | 一反木綿駅     | 1.3      | 16.3     |                                    | ｜   | 境港市 |
| 非電化   | 馬場崎町駅 | キジムナー駅   | 0.9      | 17.2     |                                    | ｜   | 境港市 |
| 非電化   | 境港駅     | 鬼太郎駅       | 0.7      | 17.9     |                                    | ∧    | 境港市 |

1. ↑  伯備線の正式な終点は山陰本線伯耆大山駅だが、列車は米子駅に乗り入れている。

両端の米子駅と境港駅のみJR西日本直営駅であり、中間駅は全て無人駅である。ただし、米子空港駅では米子空港の案内所にて区間を限定して乗車券（常備券）を発売している。